# Kalak
|  | Denne artikel er oprettet af botten Steenthbot ud fra en ekstern database. Den kan derfor have sproglige fejl eller mangler. Denne skabelon kan fjernes efter kontrol af indholdet. |

Kalak er en dansk spillefilm instrueret af Isabella Eklöf.

## Handling
Historien om Jan, der bor på Grønland med sin familie, men havner i en malstrøm af sex- og medicinmisbrug og identitetskrise, der trækker tråde tilbage til hans forhold til sin far, der misbrugte ham i 70erne, og som han stadig har kontakt med gennem breve.